# Xã Wingfield, Quận Geary, Kansas
Xã Wingfield (tiếng Anh: Wingfield Township) là một xã thuộc quận Geary, tiểu bang Kansas, Hoa Kỳ. Năm 2010, dân số của xã này là 136 người.